# سید علی احمدزاده
سید علی احمدزاده (زاده ۲۰ شهریور ۱۳۴۳ در گچساران) سیاستمدار و حقوقدان ایرانی است که عضو شعبه عالی تجدید نظر سازمان تعزیرات حکومتی کشور می‌باشد. احمدزاده سمت استانداری استان کهگیلویه و بویراحمد را در دولت سیزدهم بر عهده داشت.
وی دانش‌آموخته دکترای حقوق خصوصی از دانشگاه تربیت مدرس، کارشناسی ارشد حقوق خصوصی و کارشناسی در رشته حقوق از دانشگاه قم، کارشناسی ارشد مدیریت دولتی از مرکز مدیریتی دولتی قم است.
احمدزاده فعالیت شغلی خود را با ورود به وزارت جهاد سازندگی آغاز کرد و پس از آن در دولت ششم در فاصله سال‌های ۱۳۷۳ تا ۱۳۷۷ به عنوان فرماندار شهرستان گچساران فعالیت می‌کرد. او پس از این در قوه مجریه، قوه قضائیه، وزارت دادگستری مشغول به کار شد.احمدزاده در قوه قضائیه به مدت ۷ سال در مقام معاون سازمان حفاظت و اطلاعات قوه قضائیه کشور فعالیت می‌کرد و پس از آن با حکم رئیس وقت قوه قضائیه سید ابراهیم رئیسی به مدت ۱ سال معاونت مرکز توسعه حل اختلاف کشور را بر عهده داشت.

## زندگی‌نامه
سید علی احمدزاده متولد ۲۰ شهریور ۱۳۴۳ در خانواده‌ای مذهبی در شهرستان گچساران است. وی در آذر ۱۳۷۲ با همسر خود سیده مریم حسینی از خانواده‌های مذهبی شیراز ازدواج کرد و دارای فرزند می‌باشد.
وی سال اول دبیرستان خود را در شهرستان گچساران تحصیل نمود و در سال دوم دبیرستان برای ادامه تحصیل به شیراز رفت. او در سال تحصیلی ۱۳۶۰ تا ۱۳۶۱ دیپلم خود را در رشته علوم تجربی در دبیرستان نمونه دولتی سلمان فارسی شیراز اخذ کرد و به دلیل آغاز انقلاب فرهنگی و تعطیل شدن دانشگاه‌های ایران وارد وزارت جهاد سازندگی شد و در کارهای اجرایی و فرهنگی فعالیت نمود.
احمدزاده در سال ۱۳۶۳ در آزمون سراسری دانشگاه شیراز و در همان سال نیز در آزمون اختصاصی مدرسه عالی تربیتی قضایی و طلاب قم (دانشگاه قم) پذیرفته شد و برای ادامه تحصیل به شهر قم رفت و همزمان به تحصیل در دانشگاه قم و حوزه علمیه قم پرداخت. وی مدرک کارشناسی خود را در رشته حقوق و کارشناسی ارشد خود را در رشته حقوق خصوصی در دانشگاه قم اخذ کرد و تحصیلات خود را تا مقطع دکترای حقوق خصوصی در دانشگاه تربیت مدرس شهر تهران ادامه داد. او مدرک کارشناسی ارشد رشته مدیریت دولتی خود را از مرکز مدیریت دولتی قم اخذ نمود.

## سیاسی
علی احمدزاده نسبت به کارآفرینی و اشتغالزایی توسط بانوان حمایت نشان داده‌است. او اعتقاد دارد بانوان نقش تأثیرگذار و مهم در پیشرفت ایران در زمینه‌های متفاوت دارند.
وی از بنیان‌گزاران، فعالان و دفاع کنندگان از احداث سد چم‌شیر پنجمین سد بزرگ ایران است و از این پروژه حمایت کرده‌است. احمدزاده اعتقاد دارد سد چم‌شیر از نظر زیست‌محیطی ایراد ندارد و آب این سد در زمینه شهری، کشاورزی و صنعتی قابل استفاده است.
سید علی احمدزاده درحال حاضر به عنوان سیاست‌مدار مستقل فعالیت می‌کند. او گفتمان و تفکر همسو با جناح اصولگرایان را دارا می‌باشد‏ و در آغاز فعالیت‌های سیاسی خود عضو حزب جمهوری اسلامی بود و پس منحل شدن این حزب‏، تاکنون سابقه عضویت در حزب‌های سیاسی را نداشته‌است.
روز ۳۱ شهریور ۱۴۰۰ توسط هیئت دولت جمهوری اسلامی ایران به ریاست سید ابراهیم رئیسی به عنوان بیست و یکمین استاندار کهگیلویه و بویراحمد منصوب شد.‌
وی در دولت دهم به ریاست جمهوری محمود احمدی‌نژاد در فاصله سال‌های ۱۳۸۹ تا ۱۳۹۰ معاونت سازمان تعزیرات حکومتی را بر عهده داشت. در دولت نهم احمدی‌نژاد به مدت ۴ سال بین سال‌های ۱۳۸۴ تا ۱۳۸۸ به عنوان معاون استانداری قم فعالیت می‌کرد. همچنین او در دولت نهم عضو هیئت مدیره منطقه ویژه اقتصادی سلفچگان و عضو هیئت مدیره شرکت شهرک‌های صنعتی استان قم بود.
او در دولت ششم به ریاست جمهوری اکبر هاشمی رفسنجانی با حکم وزیر وقت کشور به مدت ۴ سال فرمانداری شهرستان گچساران را بر عهده گرفت.
سید علی احمدزاده در وزارت دادگستری معاونت سازمان تعزیرات حکومتی کشور را با حکم وزیر وقت دادگستری بین سال‌های ۱۳۸۹ تا ۱۳۹۰ بر عهده داشت. وی همچنین عضو  شعبه عالی تجدید نظر سازمان تعزیرات حکومتی کشور می‌باشد.